# Каппа Близнецов
Каппа Близнецов (лат. κ Geminorum), 77 Близнецов (лат. 77 Geminorum) — двойная звезда в созвездии Близнецов на расстоянии приблизительно 141 светового года (около 43 парсеков) от Солнца. Видимая звёздная величина звезды — +3,568m. Возраст звезды оценивается как около 2,07 млрд лет.

## Характеристики
Первый компонент — жёлтый гигант спектрального класса G9III. Масса — около 2,07 солнечных, радиус — около 11 солнечных, светимость — около 67,6 солнечных. Эффективная температура — около 4932 К.
Второй компонент удален на 7,2 угловых секунд.